# Édifice de la compagnie Canada Cement
L'édifice de la compagnie Canada Cement est un immeuble de bureaux situé au 606, rue Cathcart à Montréal, Québec (Canada) au sud de Square Phillips. 
Construit en 1922 et conçu par Barott et Blackader, cet immeuble de 10 étages représente un certain nombre de premières dans l'architecture et la société canadienne.
Il est la première tour de bureaux au Canada entièrement construite en béton armé. Canada Cement a été fondée par Max Aitken, plus tard Lord Beaverbrook, et Barott l'a convaincu d'utiliser du béton dans la construction de son siège social pour faire la publicité de ses produits à base de ciment. L'immeuble était aussi considéré comme avant-gardiste lors de son ouverture car c'était le premier gratte-ciel à Montréal à avoir un stationnement souterrain, à une époque où il n'y avait pas trop d'automobiles sur la route.
Ce bâtiment est construit après un règlement municipal de 1901 qui limite la hauteur des gratte-ciel commerciaux à 10 étages ou 130 pieds. Ce règlement est en vigueur jusqu'en 1923 et marque ainsi la deuxième génération de gratte-ciel à Montréal. L'édifice affiche des éléments néoclassiques, notamment la colonnade.

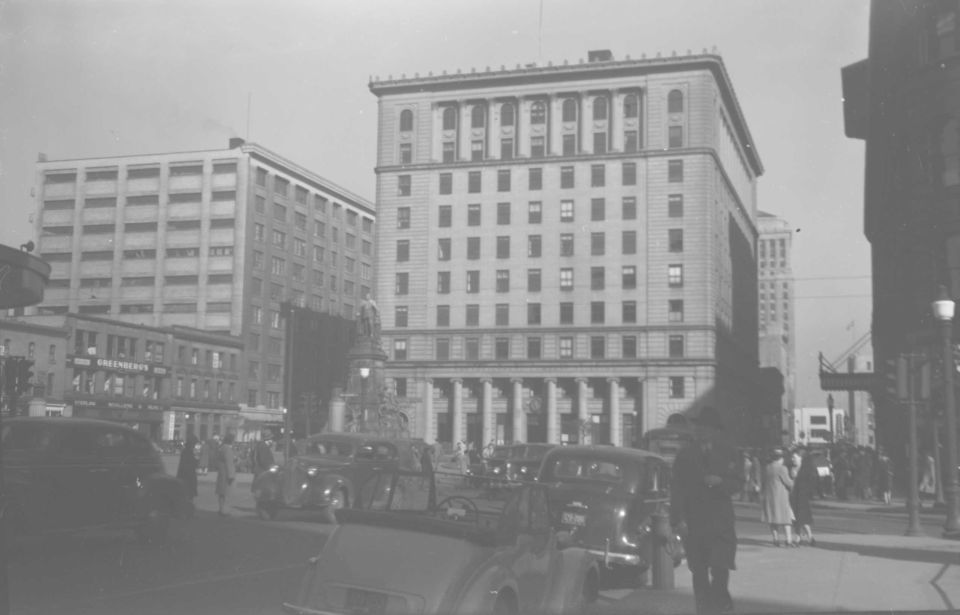
Édifice en 1946

## Site de la première station de radio du Canada
À la suite d'efforts pionniers en radiodiffusion à Montréal à l'aube du 20e siècle de l'usine Canadian Marconi sur la rue William, l'édifice abrite la première station de radio sous licence commerciale au Canada en 1922, avec CFCF. Le studio comprend une console, un piano et un gramophone, avec un rideau épais pour éviter la réverbération. En 1927, le CFCF déménage à l'hôtel Mont Royal.